# Pterolophia endroedyi
Pterolophia endroedyi là một loài bọ cánh cứng trong họ Cerambycidae.